# Arcádia Lusitana
Arcádia Lusitana (gelegentlich auch Arcádia Lusitânia) war eine portugiesische Literaturinstitution, die sich der Förderung des Neoklassizismus verschrieben hatte.

## Namensgebung
Die Arcádia Lusitana ist nach der historischen römischen Provinz Lusitania benannt, wie sich Portugal oft auch selbst bezeichnet. 

## Gründung und 1. Phase
Die Arcárdia Lusitana wurde 1756 in Lissabon gegründet, in der Regierungszeit von König Joseph I. von Portugal und des Premierministers Sebastião José de Carvalho e Melo, der ab 1769 unter seinem Adelstitel „Marquês de Pombal“ bekannt wurde. Das Land befand sich durch das im Vorjahr stattgefundene Erdbeben von Lissabon sowie den Reformen des Marquês, die auf Aufgeklärtheit und Vernunft setzten, im Umbruch. Pombal förderte die Gesellschaft, die auch eine literarische Geheimgesellschaft war. 
Die drei Gründungsväter waren António Dinis da Cruz e Silva (1731 bis 1799), Manuel Nicolau Esteves Negrão († 1824) und Teotónio Gomes de Carvalho. Angelehnt war die Idee an das italienische Vorbild Accademia dell’Arcadia in Rom. Weitere Mitglieder dieser ersten Phase waren Pedro António Correia Garção, Manuel de Figueiredo (1725 bis 1801), Domingos dos Reis Quita. Auch eine kleine Sektion für Theater und die Bildende Kunst war vorgesehen, ein wichtiges Mitglied der Sektion Bildende Kunst war Machado de Castro. Ihr prominentester Vertreter in der 1. Phase war der Dichter Correia Garção.
Die Literaturgesellschaft wurde 1776 aufgelöst, prägte aber nachfolgende Literaturbewegungen Portugals bis zum Beginn der literarischen Romantik Portugals 1825 durch das Gedicht Camões von Almeida Garrett.

## Merkmale
Der portugiesische Neoklassizismus zeichnete sich durch Werke aus, die sich oftmals an den Vorbildern der griechischen und römischen Klassik sowie an der literarischen Renaissancezeit auch Portugals orientierten und die Barockliteratur ablehnten. 
Auch waren Stadtflucht (die in Portugal durch das Erdbeben von 1755 in Lissabon noch mehr Anhänger fand als anderswo), arkadische und bukolische Sehnsucht, Naturverbundenheit und eine Freude für Körperlichkeit und Sinnlichkeit gegeben. Alle Mitglieder mussten Pseudonyme tragen. Auch sollte es eine einfache Sprache sein, die man gut verstehen konnte. Damit einher ging eine Kritik an Bürgertum und Stadtleben. 

## 2. Phase
1790 wurde die Nova Arcádia Lusitana gegründet, die sich nun nach der ersten Arcádia ausrichtete. Die Inhalte waren die gleichen. Bereits 1794 wurde sie wieder aufgelöst, Erbe dieser Phase war ein Almanach mit den wichtigsten Werken.
Mitglieder dieser 2. Phase des Arkadismus in Portugal waren Manuel Maria Barbosa du Bocage, Francisco Joaquim Bingre, Curvo Semedo, Jose Agostinho de Semedo, Nicolau Tolentino de Almeida, Francisco Manuel do Nascimento, Jose Daniel Rodrigues da Costa, Joaquim Severino Ferrás de Campos und die Marquesa de Alorna.